# Nacionalismo catalán

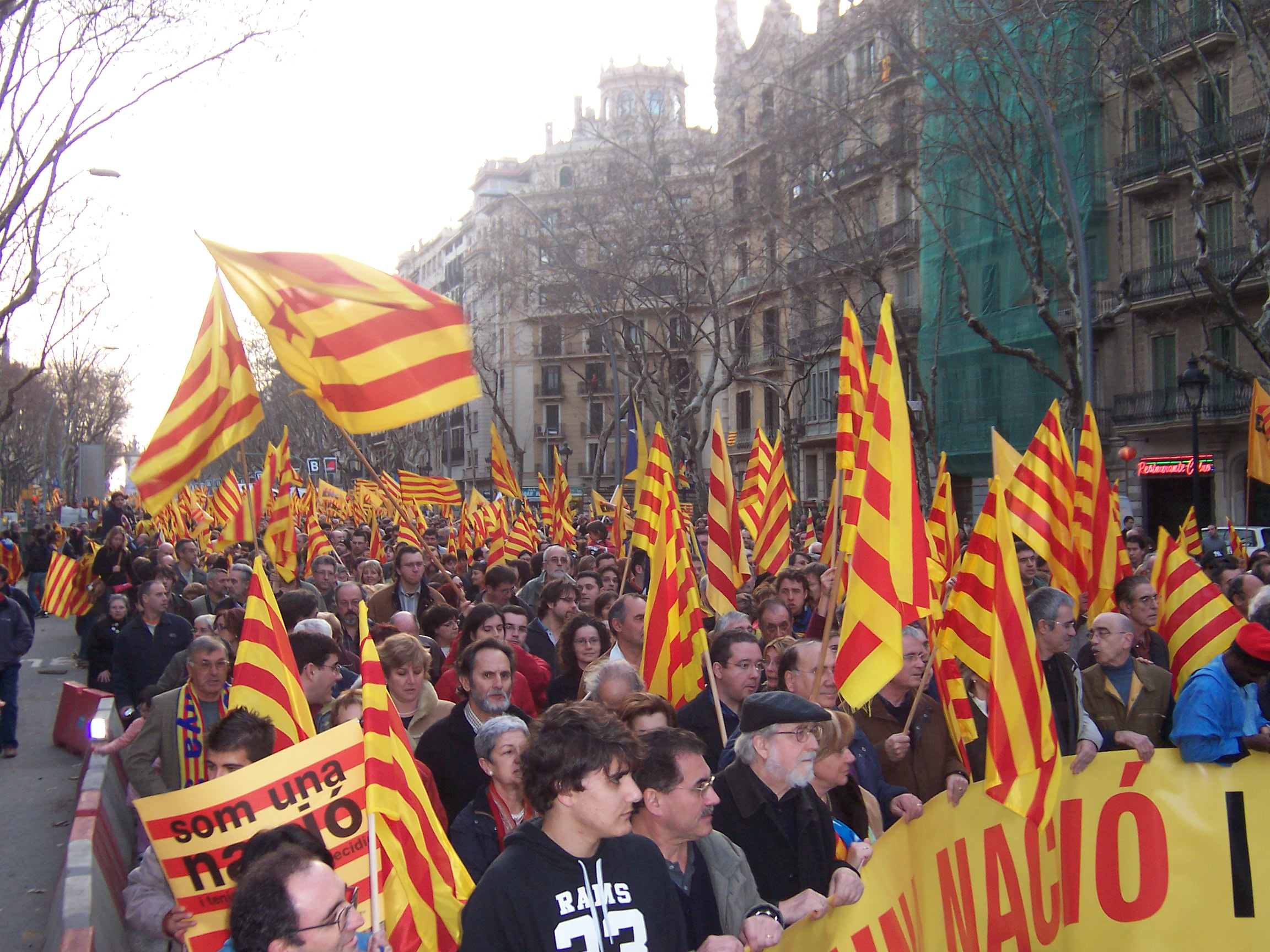
Manifestación realizada en Barcelona el 18 de febrero de 2006. En los carteles puede leerse «Som una nació» («Somos una nación»).

La estelada, uno de los principales símbolos del independentismo catalán

El nacionalismo catalán (en catalán: nacionalisme català) o catalanismo político es una corriente de pensamiento político que está articulado sobre la tesis de que Cataluña es una nación (no necesariamente como Estado independiente), con base en los derechos históricos de Cataluña, en su historia, lengua, cultura y en el derecho civil catalán, considerando que las instituciones del Principado de Cataluña fueron sustituidas por nuevas instituciones de inspiración castellana, con el Decreto de Nueva Planta de Cataluña, promulgado por Felipe V de España el 16 de enero de 1716, implicando la derogación de las constituciones catalanas y la extinción de dicho principado como un estado dentro del «Estado compuesto» de la monarquía hispánica (de conformidad con el Real Decreto de 30 de noviembre de 1833, que establece la división provincial de España de Javier de Burgos, el único principado superviviente es el Principado de Asturias). Entre algunos sectores el concepto de nación catalana está acompañada del pancatalanismo, que extiende dicha nación a todos los territorios de habla catalana, los llamados Países Catalanes.
Esta corriente política se consolidó ideológicamente en la primera década del siglo XX, como una variante del catalanismo, surgido como movimiento cultural en la década de los años 1830, y articulado como movimiento político en las últimas décadas del siglo XIX, siguiendo los parámetros del nacionalismo. Según John H. Elliot el término «catalanismo», «hasta entonces reducido al movimiento cultural, comenzó a adquirir un serio significado político en el curso del llamado sexenio revolucionario, de 1868 a 1874». Más concretamente, el adjetivo «catalanista» empezó a ser usado entre 1870 y 1871 para referirse a sí mismos por los miembros de la Jove Catalunya y de la revista La Renaixensa. Como movimiento político nace a finales de la década de 1880.
Es una corriente de pensamiento transversal que aglutina tanto a partidos políticos y ciudadanos de izquierda como de centro y de derecha. Tras la muerte de Franco, encontró una prolongada vehiculización hegemónica en el pujolismo, movimiento político en torno a la ideología nacionalista e identitaria de Jordi Pujol, presidente de la Generalidad de Cataluña.
Durante las dos primeras décadas del siglo XXI, el nacionalismo catalán adquirió un carácter más vinculado al independentismo catalán.

## Corrientes nacionalistas
Pueden distinguirse básicamente dos corrientes en el nacionalismo catalán, en función de la relación que los nacionalistas catalanes creen que debe tener Cataluña con el resto de España, y en función del fin último de sus objetivos políticos.

### Derecho de autodeterminación

Bandera que simboliza el movimiento nacionalista catalán, la «estelada blava» (1918).

Corriente liderada principalmente por Junts, ERC, CUP y Aliança Catalana que defienden que Cataluña sea reconocida como nación, y la Generalidad de Cataluña obtenga mayores cuotas de autogobierno y sea reconocido el que sólo los catalanes puedan decidir si Cataluña debe permanecer integrada en España, entendida como un Estado «plurinacional» y confederal, o adoptar la independencia unilateral. La opción hacia la independencia ha crecido notablemente en los últimos años.

### Federalistas
Defendido principalmente por el PSC e ICV que propugnan un federalismo asimétrico, en el que se ponga fin al «café para todos». El PSC está a favor de celebrar un referéndum con opción a la independencia, siempre y cuando se permita legalmente y deje abierta la opción federal, la cual pediría votar.

## Ideario
El nacionalismo e independentismo catalán plantea que la cultura catalana es diferente a la española, y defiende la tesis de que Cataluña es una nación oprimida por España desde su ocupación por las tropas borbónicas en 1714, y la posterior supresión de las instituciones catalanas y la prohibición de su lengua en la administración mediante los Decretos de Nueva Planta promulgados por Felipe V. Desde un punto de vista cultural, el nacionalismo catalán promueve el uso de la lengua catalana en todos los ámbitos de la vida social de Cataluña, a un nivel superior a la lengua castellana, entendiendo que el catalán es la lengua propia de Cataluña. Además, defiende el derecho a utilizar la lengua catalana tanto en las instituciones españolas como europeas, con base en su cantidad de hablantes y a su tradición literaria e histórica.
Los nacionalistas e independentistas catalanes denuncian que Cataluña está sometida a un agravio económico por parte del Estado, debido al déficit de la balanza fiscal para Cataluña, entendiendo que Cataluña recibe mucho menos de lo que aporta en concepto de impuestos. Por esas razones, se argumenta que Cataluña viene reclamando históricamente un mayor nivel de autogobierno con respecto a España, tanto desde el punto de vista legislativo como ejecutivo, judicial, cultural y económico.
Desde un punto de vista simbólico, el nacionalismo catalán defiende la idea de que Cataluña, aunque forme parte de España, pueda tener selecciones deportivas propias, diferenciadas de las selecciones españolas, que puedan participar de forma oficial en los acontecimientos de mayor nivel internacional, siguiendo el ejemplo de otros territorios sin estado propio como Escocia, País de Gales o Macao, que sí tienen selecciones deportivas propias reconocidas por algunos organismos deportivos internacionales.
Debe diferenciarse el nacionalismo catalán del catalanismo, que si bien ensalza los símbolos y tradiciones catalanas, defiende la preservación de la cultura y la lengua catalanas, y defiende la obtención de mayores cuotas de autonomía, no articula sus planteamientos políticos bajo los parámetros del nacionalismo. Pese a que, según diversas encuestas, la mayoría de catalanistas consideran que Cataluña es una nación, no hacen de ello el motor de su acción política y defienden la plena integración de Cataluña en España, descartando la opción del independentismo catalán. A este ámbito se adscriben partidos como el Partido de los Socialistas de Cataluña (Partit dels Socialistes de Catalunya) o Iniciativa por Cataluña-Verdes (Iniciativa per Catalunya-Verds), que no se reconocen como "nacionalistas" sino como "catalanistas", y aunque defienden pública y formalmente la idea de que Cataluña es una nación, defienden su pertenencia a España, ya sea bajo el marco actual del estado de las autonomías, o con la fórmula de un estado federal.
Una característica destacada del nacionalismo catalán es un discurso crítico hacia el centralismo de Madrid y el nacionalismo español. Marginalmente también se ha criticado el papel histórico de Francia. Con frecuencia en el discurso de líderes nacionalistas catalanes, tanto de la derecha como de la izquierda, han aparecido declaraciones adscribibles al antiandalucismo, esto ha sido fuente de polémicas durante diversas campañas electorales. Tras la muerte de Franco, una parte del nacionalismo catalán —al igual que otros nacionalismos periféricos de España— ha revestido con frecuencia a su ethos del argumento de «autoridad moral» de ser víctimas del fascismo. De acuerdo a Enric Ucelay-Da Cal, el mensaje del catalanismo, negador de España, abusa con frecuencia de circunloquios como «Estado español», para referirse a España.

## Historia del nacionalismo catalán

### Nacimiento del nacionalismo catalán en el último cuarto delsigloXIX

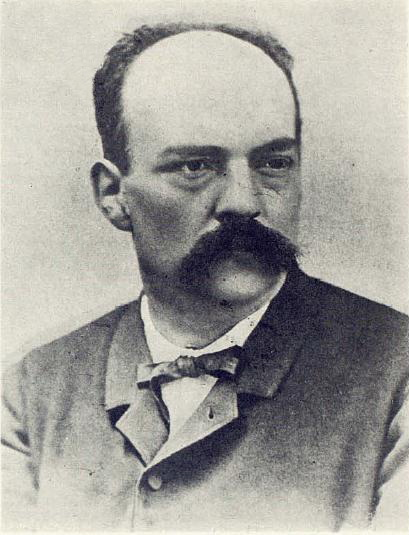
Valentí Almirall, considerado el fundador del catalanismo político

Tras el fracaso del Sexenio, un sector del republicanismo federal encabezado por Valentí Almirall dio un giro catalanista y rompió con el grueso del Partido Federal, que dirigía Pi y Margall. En 1879 Almirall fundó el Diari Català, que aunque tuvo una breve vida —cerró en 1881— fue el primer diario escrito íntegramente en catalán. Al año siguiente convocaba el Primer Congreso Catalanista, del que surgiría en 1882 el Centre Català, la primera entidad catalanista claramente reivindicativa, aunque no se planteó como partido político sino como una organización de difusión del catalanismo y de presión sobre el Gobierno. En 1885 se presentó al rey Alfonso XII un Memorial de Agravios en que se denunciaban los tratados comerciales que se iban a firmar y las propuestas unificadoras del Código Civil; en 1886 se organizó una campaña contra el convenio comercial que se iba a firmar con Gran Bretaña —que culminó en el mitin del teatro Novedades de Barcelona, que reunió a más de cuatro mil asistentes—; y en 1888 otra en defensa del derecho civil catalán, campaña que alcanzó su objetivo —«la primera victoria del catalanismo», la llamó un cronista—.
En 1886 Almirall publicó su obra fundamental Lo catalanisme, donde defendía el «particularismo» catalán y la necesidad de reconocer «las personalidades de las diferentes regiones en que la historia, la geografía y el carácter de los habitantes han dividido la península». Este libro constituyó la primera formulación coherente y amplia del «regionalismo» catalán y tuvo un notable impacto —décadas después Almirall fue considerado como el fundador del catalanismo político—. Según Almirall, «el Estado lo integraban dos comunidades básicas: la catalana (positivista, analítica, igualitaria y democrática) y la castellana (idealista, abstracta, generalizadora y dominadora), por lo que «la única posibilidad de democratizar y modernizar España era ceder la división política del centro anquilosado a la periferia más desarrollada para vertebrar "una confederación o estado compuesto", o una estructura dual similar a la del Austria-Hungría».
Durante esos mismos años ochenta fue cuando comenzó la difusión de los símbolos del catalanismo, la mayoría de los cuales no tuvieron que ser inventados, sino que ya existían previamente a su nacionalización: la bandera —las cuatro barras de sangre (les quatre barres de sang), 1880—, el himno —Los segadores (Els Segadors), 1882—, el día de la patria, el 11 de septiembre (l'11 de setembre), 1886—, la danza nacional —la sardana (1892)—, los dos patronos de Cataluña —San Jorge (Sant Jordi), 1885, y la Virgen de Montserrat, 1881—.

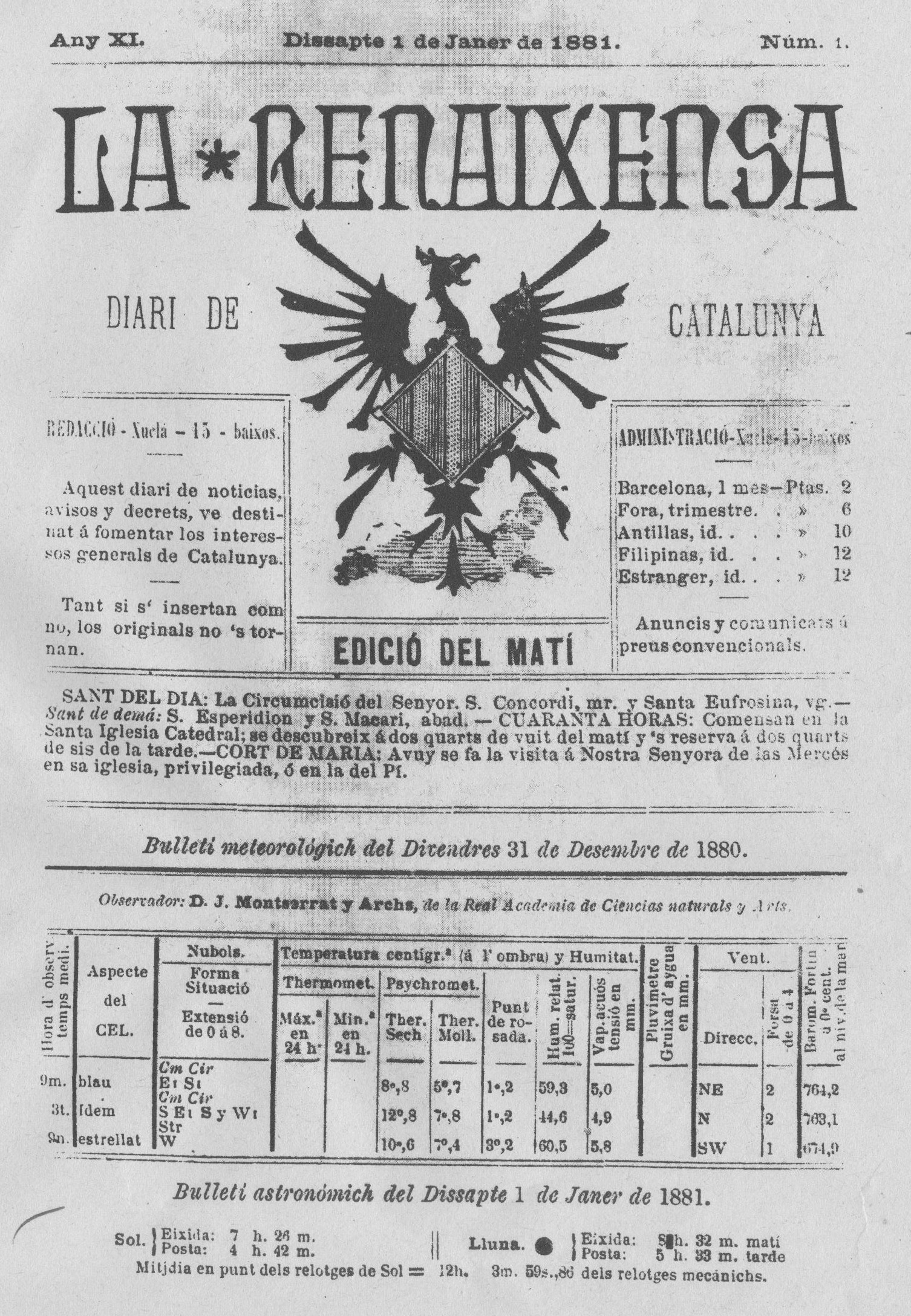
Cabecera de la La Renaixença.

En 1887 el Centre Català vivió una crisis producto de la ruptura entre las dos corrientes que lo integraban: una más izquierdista y federalista, encabezada por Almirall; y otra más catalanista y conservadora, aglutinada en torno al diario La Renaixensa, fundado en 1881. Los integrantes de esta segunda corriente abandonaron el Centre Català en noviembre para fundar la Lliga de Catalunya, a la que se unió el Centre Escolar Catalanista, una asociación de estudiantes universitarios de la que formaban parte los futuros dirigentes del nacionalismo catalán: Enric Prat de la Riba, Francesc Cambó y Josep Puig i Cadafalch. A partir de ese momento, la hegemonía catalanista pasó del Centre Català a la Lliga, que en el transcurso de los Juegos Florales de 1888 presentó un segundo memorial de agravios a la reina regente. En él, entre otras cosas, le pedían «que vuelva a poseer la nación catalana sus Cortes generales libres e independientes», el servicio militar voluntario, «la lengua catalana oficial en Cataluña», enseñanza en catalán, tribunal supremo catalán y que el rey jurara «en Cataluña sus constituciones fundamentales».
En 1891 la Lliga de Catalunya propuso la formación de la Unió Catalanista, que enseguida obtuvo el apoyo de entidades y periódicos catalanistas y también de particulares —a diferencia de lo que había ocurrido cuatro años antes con el fracasado Gran Consejo Regional Catalán propuesto por Bernat Torroja, presidente de la Asociación Catalanista de Reus, y que pretendía reunir a los presidentes de las entidades catalanistas y los directores de los periódicos afines—. La Unió celebró en marzo de 1892 su primera asamblea en Manresa, a la que asistieron 250 delegados en representación de unas 160 localidades, donde se aprobaron las Bases para la Constitución Regional Catalana (en catalán, Bases per a la Constitució Regional Catalana), más conocidas como las Bases de Manresa, que se suelen considerar como el «acta de nacimiento del catalanismo político», al menos el de raíz conservadora.
«Las Bases son un proyecto autonomista, en absoluto independentista, de talante tradicional y corporativista. Estructuradas en diecisiete artículos propugnan la posibilidad de modernizar el Derecho civil, la oficialidad exclusiva del catalán, la reserva para los naturales de los cargos públicos incluidos los militares, la comarca como entidad administrativa básica, la soberanía interior exclusiva, unas cortes de elección corporativa, un tribunal superior en última instancia, la ampliación de los poderes municipales, el servicio militar voluntario, un cuerpo de orden público y moneda propios y una enseñanza sensible a la especificidad catalana».

### SigloXX

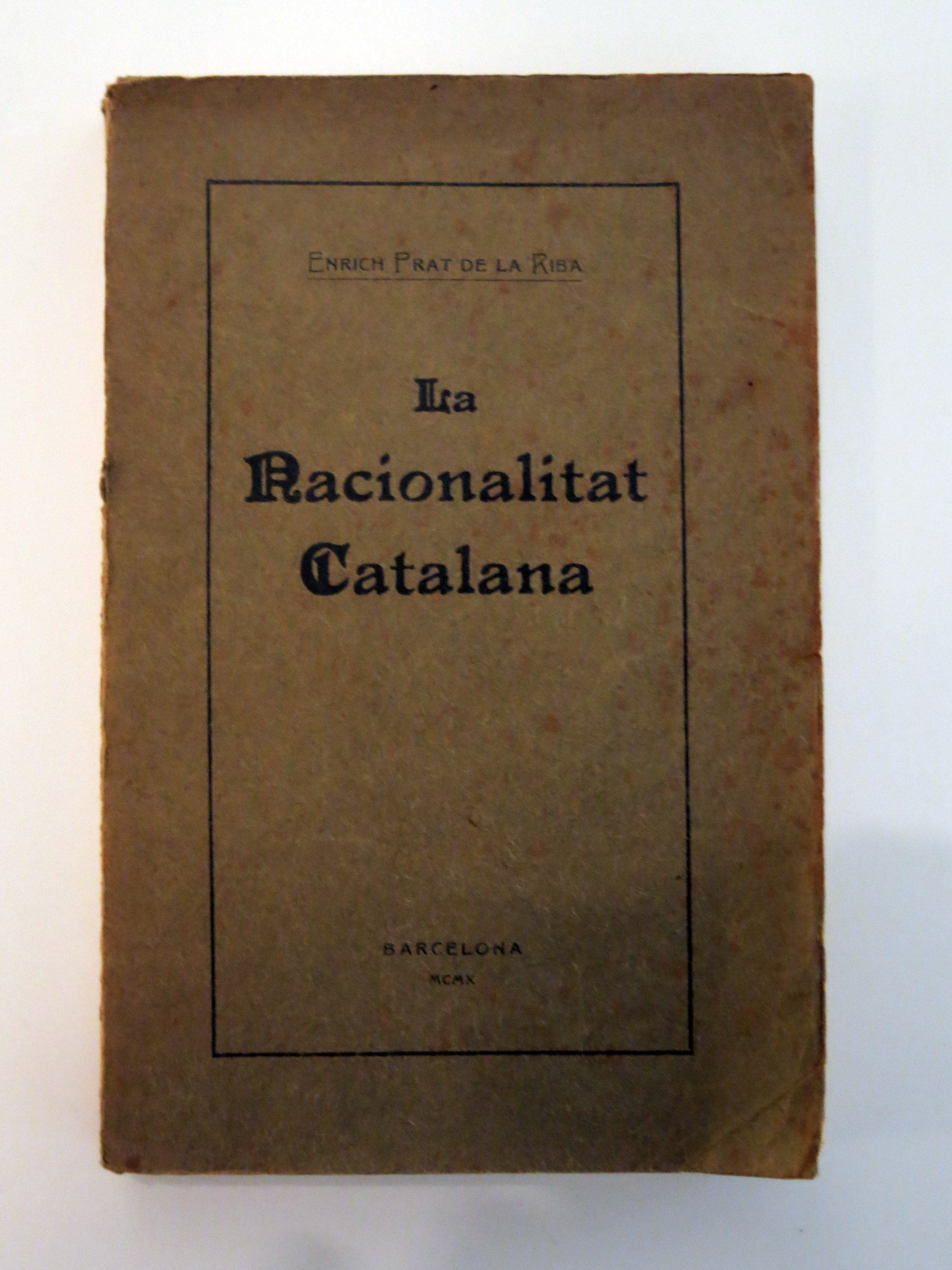
La nacionalitat catalana (1906), de Prat de la Riba, es una obra fundamental del catalanismo que define a la Lliga Regionalista

Fue desde principios del siglo XX cuando el nacionalismo catalán empezó a tener importancia política, con la victoria electoral en 1901 de la Lliga Regionalista, un partido nacionalista conservador. Dicho partido estuvo presidido por Bartolomé Robert desde su fundación hasta su fallecimiento en 1902. En 1906 el ejército asaltó la redacción del ¡Cu-cut!, una revista satírica de tendencia catalanista, lo que desató las iras de todos los nacionalistas. Eso se tradujo en la formación política Solidaridad Catalana, fruto de la coalición de las dos partes del movimiento. En las elecciones de 1907 obtuvo 41 de los 44 escaños del congreso catalán. La Semana Trágica de Barcelona ocasionó la disolución de la Solidaridad.
El Gobierno conservador de Eduardo Dato aprobó, en 1913, la creación de la Mancomunidad de Cataluña, una especie de Gobierno autónomo que englobaba las cuatro diputaciones provinciales y que estaba dirigido por líderes de la Lliga. A partir de 1918 fue el partido más importante de Cataluña, aunque nunca consiguió la mayoría de los escaños catalanes en las cortes generales españolas. Su naturaleza conservadora hizo que participase en los últimos Gobiernos de la Restauración y que en 1923 no se opusiera a la dictadura de Primo de Rivera, que sin embargo disolvió la Mancomunidad. Por su parte, la mayoría del proletariado apoyaba el anarquismo, representado por la CNT.
Es poco antes de la dictadura de Primo de Rivera cuando, liderado por Francesc Macià aparece el primer partido independentista catalán: Estat Català. Macià —que fundaría después los escamots, una organización paramilitar, y que en 1926 instituiría para estos rituales militares y la Creu des Ardits, una medalla condecorativa— perpetró ese mismo año el complot de Prats de Molló, un intento de invasión militar desde Francia.

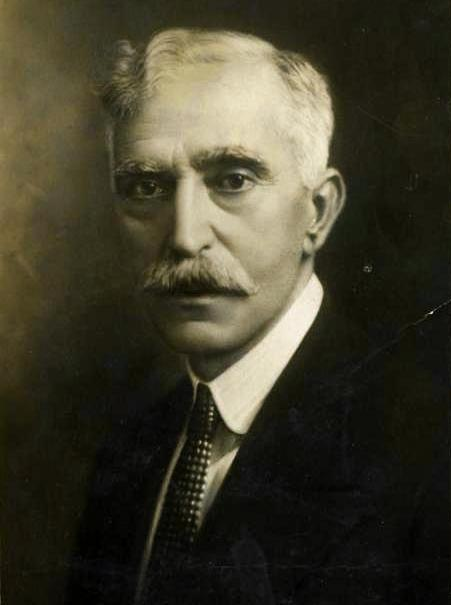
Francesc Macià, líder de Estat Català y del Complot de Prats de Molló.

Pasada la dictadura, Estat Català se unió a partidos y organizaciones de izquierdas para constituir Esquerra Republicana de Cataluña, que se convirtió en hegemónico en Cataluña durante la Segunda República. Es este periodo, y tras la proclamación unilateral de una efímera República Catalana, el nacionalismo catalán consigue un Estatuto de autonomía de Cataluña (1932) (que restauró la Generalidad de Cataluña).
En 1934 el presidente de la Generalidad de Catalunya, Luis Companys, en el marco insurreccional de octubre, proclamó el Estado Catalán dentro de la República Federal Española; el fracaso de la revuelta mitificaría dentro del nacionalismo catalán como mártires a figuras como las de Jaume Compte y Companys y como indigno el papel de Josep Dencàs.
La victoria franquista en la guerra civil inició una época de represión en contra de cualquier nacionalismo considerado traidor a España.
A pesar de la falta de libertad empezaron a organizarse huelgas obreras, como las de 1951, 1956, 1971 o 1974, a partir de las cuales la acción fue mayor.
Poco después, el 20 de noviembre de 1975, murió Francisco Franco, y con su muerte se inició la Transición a la democracia.

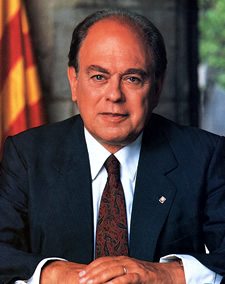
Jordi Pujol, que fue presidente del Gobierno de Cataluña entre 1980 y 2003, y líder de CDC.

En 1977, a principios de la Transición Española, se reinstituyó la Generalidad de Cataluña con Josep Tarradellas a la cabeza. Tras la redacción de la Constitución Española de 1978, que reconocía a España como un estado con diversas nacionalidades y regiones, y el establecimiento de un gobierno, el 11 de agosto de 1980 Cataluña se convirtió en una autonomía dentro de España. Ese mismo año, las elecciones en Cataluña dieron el poder a Convergència i Unió, liderada por Jordi Pujol, que se mantuvo en el poder hasta el año 2003.

### ElsigloXXI

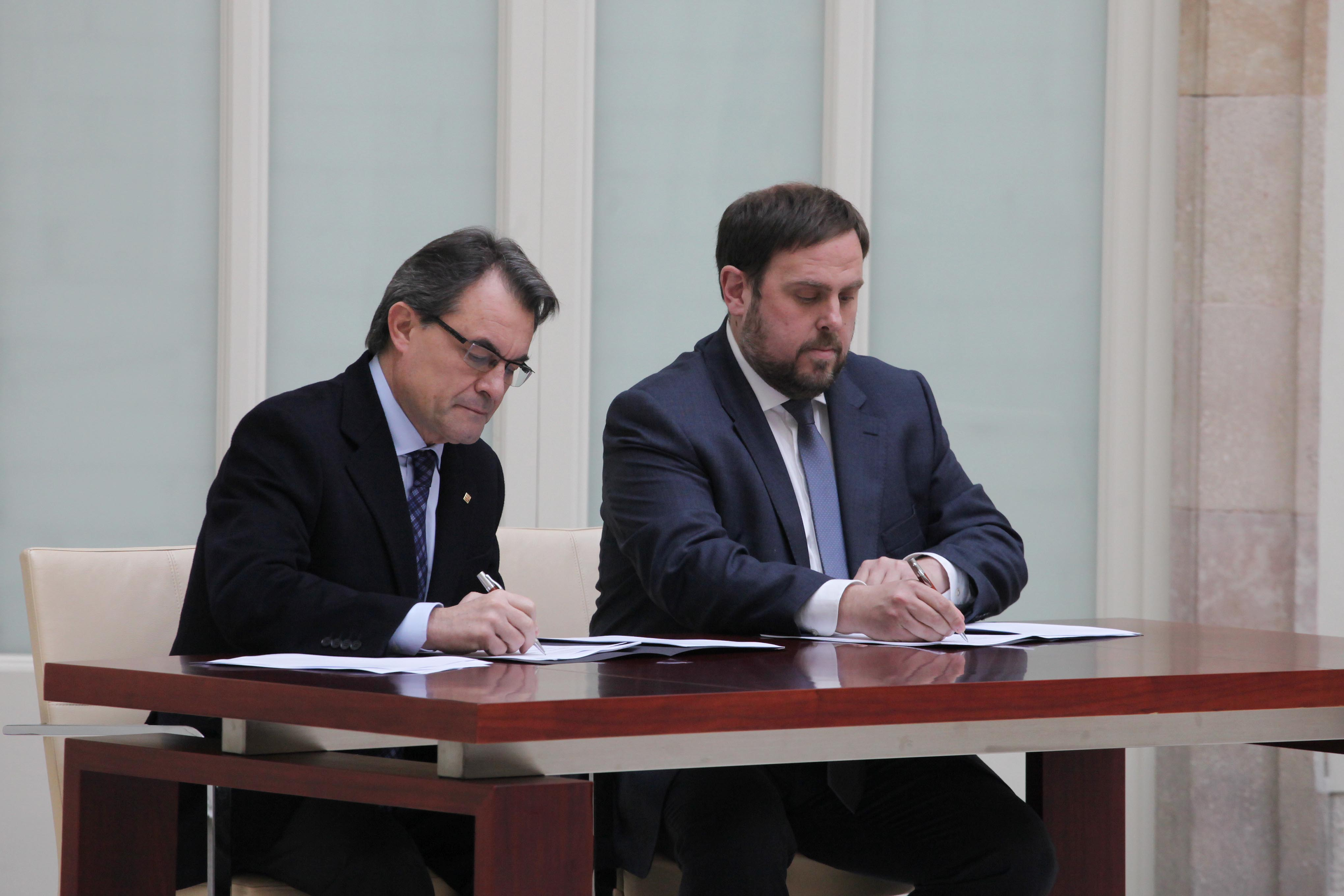
El presidente Artur Mas y el líder de ERC Oriol Junqueras firman el 19 de diciembre de 2012 el Acuerdo para la transición nacional (Acord per a la transició nacional).

CiU siguió en el poder hasta su derrota electoral el 16 de noviembre de 2003. La nueva Generalidad pasó a estar formada por la terna política de PSC – ERC – ICV-EUiA con Pasqual Maragall como presidente de la Generalidad.
A nivel de diputados CiU consigue el mayor número, seguido del PSC, ERC, PP e ICV. El pacto de gobierno, primero de izquierdas desde hacía más de 20 años fue promovido por ERC que gracias a un aumento considerable en sus votos se erige como una de las principales fuerzas políticas de Cataluña, recuperando poco a poco la posición que tenía años atrás.
El día 30 de septiembre de 2005, después de más de dos años de negociaciones, el parlamento catalán aprueba un proyecto de nuevo estatuto de autonomía con una amplia mayoría parlamentaria, logrando así uno de los principales objetivos marcados en el programa del gobierno. Aprobado por el Congreso de los Diputados y el Senado, entró en vigor tras ser refrendado por los catalanes mediante consulta popular. El Partido Popular recurrió ante el Tribunal Constitucional español 187 artículos de dicho Estatuto[cita requerida]. Tras cuatro años de espera, el Tribunal emitió sentencia el 28 de junio de 2010 declarando 14 artículos inconstitucionales, desatando variable rechazo en todos los partidos catalanes con representación parlamentaria a excepción de Ciudadanos y el Partido Popular, que se mostró satisfecho con la resolución. A consecuencia de la sentencia, se convocó una manifestación el 10 de julio de 2010 donde quedó patente un auge del nacionalismo catalán, aun así en las últimas elecciones autonómicas y municipales ERC perdió una considerable cifra de votos que quedaron repartidos entre otras alternativas al nacionalismo como pueden ser CiU, CUP o SI.
El Parlamento de Cataluña aprobó el 27 de septiembre de 2012 una resolución pidiendo celebrar el referéndum de autodeterminación de Cataluña durante la décima legislatura de la Cataluña autonómica «prioritariamente», con posterioridad a las elecciones al Parlamento de Cataluña de 2012:

El Parlamento de Cataluña constata la necesidad de que el pueblo de Cataluña pueda determinar libre y democráticamente su futuro colectivo e insta al gobierno a hacer una consulta prioritariamente en la próxima legislatura.

La resolución fue votada después del debate de política general con el resultado de 84 votos a favor (CiU, ICV-EUiA, ERC, SI, más otros dos diputados), 21 en contra (PPC y Cs) y 25 abstenciones (PSC). El presidente de la Generalidad de Cataluña, Artur Mas, declaró en el discurso ante el Parlamento que había llegado la hora de que el pueblo de Cataluña ejerciera el derecho de autodeterminación.
Después de la negativa del gobierno español a negociar sobre el «pacto fiscal», CiU decidió que no tenía sentido seguir con la legislatura, ya que esa era su propuesta política más importante. Esta circunstancia, unida a la gran participación en la manifestación de la Diada de 2012, empujó a CiU a convocar elecciones anticipadas y presentarse esta vez con una consulta de autodeterminación en el programa electoral. Las elecciones se celebraron el 25 de noviembre de 2012. CiU volvió a ser la fuerza política más votada, si bien bajó en número de escaños. El conjunto de fuerzas políticas partidarias de la realización de la consulta aumentó ligeramente su representación en el Parlamento de Cataluña, pasando de los 86 diputados de la IX legislatura (CiU, ICV-EUiA, ERC y SI) a los 87 de la X legislatura (CiU, ERC, ICV-EUiA y CUP).

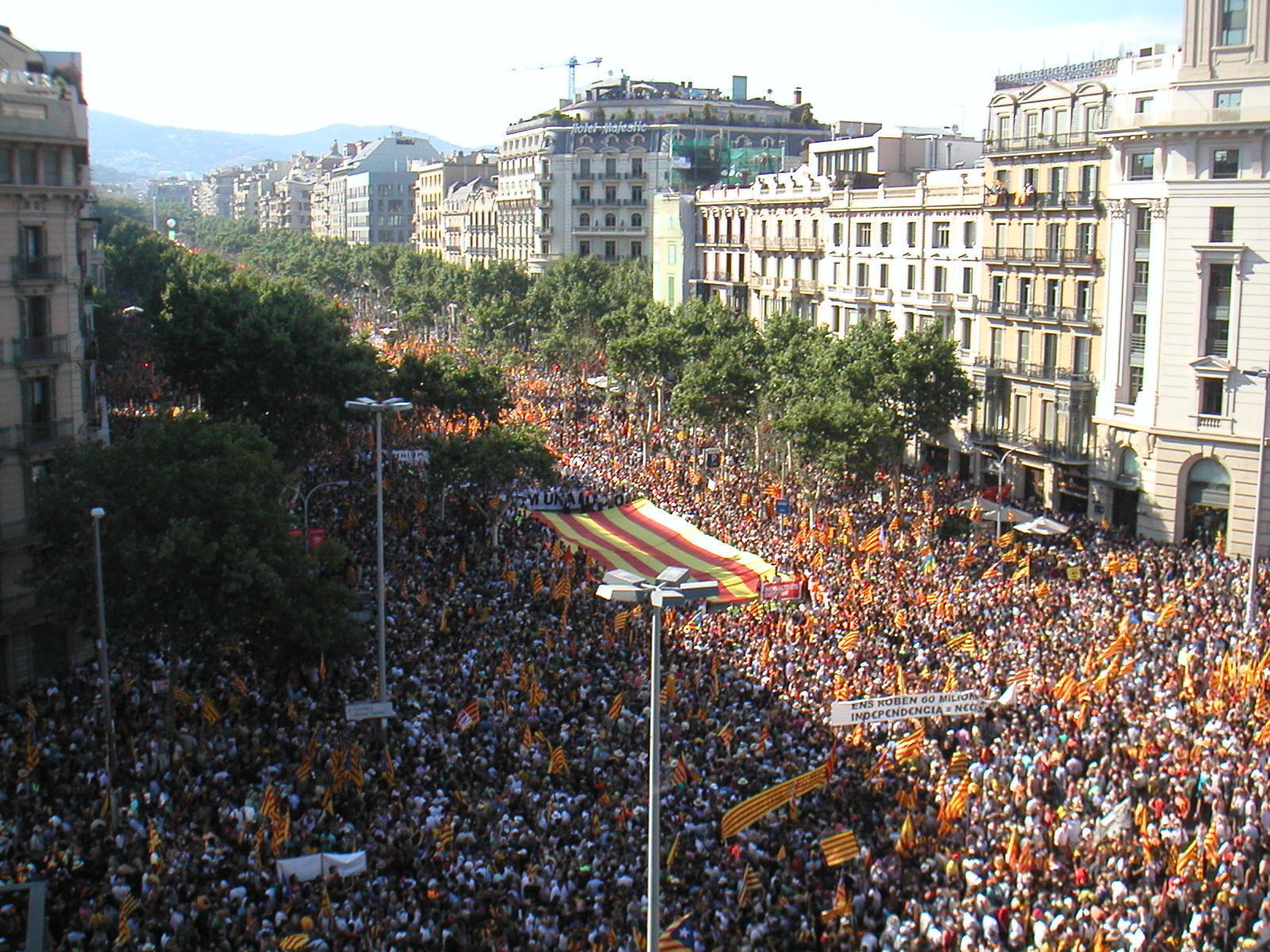
Manifestación "Catalunya, nou estat d'Europa" ("Cataluña, nuevo estado de Europa").

Tras las elecciones, CiU negoció con ERC su apoyo a la investidura de Artur Mas como presidente de la Generalidad de Cataluña. El 19 de diciembre de 2012 firmaron un pacto de gobernabilidad que incluyó entre sus puntos la denominada «Consulta sobre el futuro político de Cataluña». El acuerdo estipuló que la fecha de la consulta debería ser pactada entre ambas formaciones, las cuales se comprometieron a llevarlo a cabo en 2014 «salvo que el contexto socioeconómico y político requieran una prórroga». El acuerdo permitió que Artur Mas fuera investido presidente de la Generalidad de Cataluña por segunda vez.

Resultado de la votación para la «Declaración de Soberanía» en el Parlamento de Cataluña, el 23 de enero de 2013.

El 23 de enero de 2013 el Parlamento de Cataluña aprobó con 85 votos a favor, 41 en contra, 2 abstenciones y 5 diputados que se negaron a votar la "Declaración de Soberanía y del derecho a decidir del Pueblo de Cataluña", manifestando que:

De acuerdo con la voluntad mayoritaria expresada democráticamente por parte del pueblo de Cataluña, el Parlamento de Cataluña acuerda hacer efectivo el ejercicio del derecho a decidir, para que los ciudadanos de Cataluña puedan decidir su futuro político colectivo de acuerdo con los principios siguientes:

Los principios recogidos en el texto son los de legitimidad democrática, transparencia, diálogo, cohesión social, europeismo, legalidad, papel principal del Parlamento y participación, todos ellos precedidos y legitimados por el de soberanía que se reafirma diciendo que «el pueblo de Cataluña tiene, por razones de legitimidad democrática, carácter de sujeto político y jurídico soberano».
CiU (50 diputados), ERC (21) y ICV-EUiA (13) apoyaron la declaración de soberanía. El PPC (19) y Cs (9) se opusieron a la propuesta. De los diputados del PSC, 15 votaron en contra y 5 no votaron pese a estar en el hemiciclo, desobedeciendo así las órdenes de la dirección del partido de votar en contra de la propuesta. La CUP dio un «sí crítico» con 1 voto a favor y 2 abstenciones.
El 8 de mayo de 2013 el Tribunal Constitucional suspendió esta declaración cautelarmente al admitir a trámite la impugnación presentada por la Abogacía del Estado, que la consideró «un acto de poder constituyente» y «un desafío abierto contra la Constitución». El 25 de marzo de 2014 el Tribunal Constitucional dictaminó finalmente que esta declaración de soberanía era "inconstitucional y nula", y por tanto no amparaba la celebración de un referéndum de autodeterminación en Cataluña. No obstante el gobierno de la Generalidad minimizó el impacto de la sentencia.

## El nacionalismo catalán radical
El nacionalismo catalán responde a una tradición mayoritariamente antimilitarista; no obstante existió hasta la guerra civil una cierta continuidad en un activismo miliciano y paramilitar —minoritario frente al "pactismo"— dentro del catalanismo, vinculado a un tipo de nacionalismo radical propio principalmente de varones jóvenes, nutrido también por el desarrollo de los deportes de masas y las asociaciones de excursionismo y por la influencia del CADCI.
En la década de 1920 Acció Catalana articuló su propia respuesta armada clandestina, mediante la creación de la Societat d'Estudis Militars o Servei d'Entrenament Militar (S.E.M.), sección paramilitar liderada por Luis Nicolau d'Olwer, desarticulada por la policía en 1926. Estat Català también contó con unas juventudes radicalizadas: los escamots.

### Terra Lliure

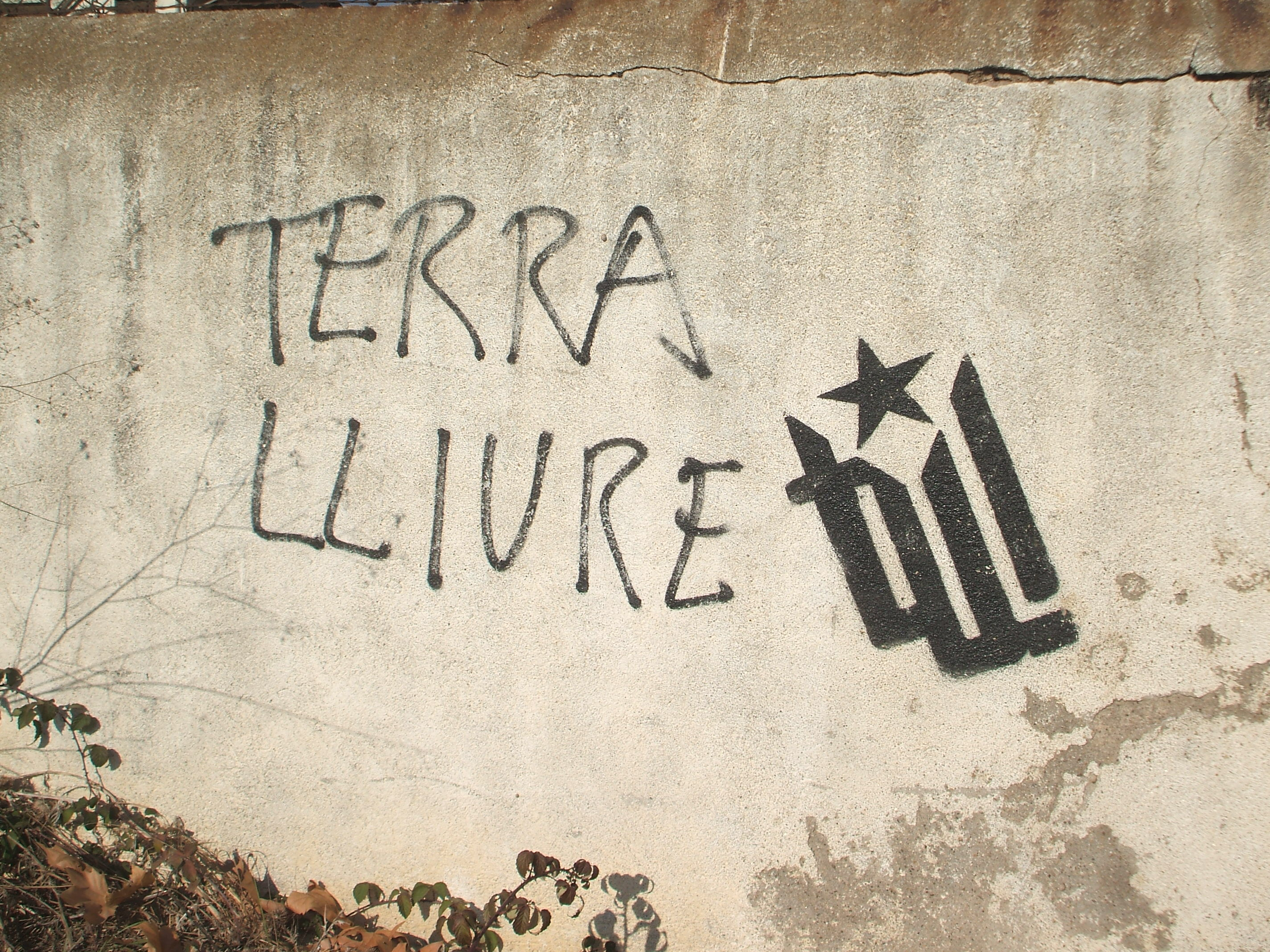
Pintada en apoyo de Terra Lliure

Terra Lliure («Tierra Libre» en español) es el nombre en catalán de una organización terrorista armada independentista catalana de extrema izquierda fundada en 1978 y autodisuelta en 1991. Cometió más de 200 atentados, cuyo balance asciende a cinco víctimas mortales (cuatro de ellas miembros de la organización) y varias decenas de heridos. Durante su existencia, las Fuerzas de Seguridad del Estado llegaron a detener a 300 personas vinculadas a la organización. Terra Lliure se autodisolvió en 1991, abandonando la lucha armada. Algunos de sus dirigentes y militantes ingresaron posteriormente en Esquerra Republicana de Catalunya, que les exigió la renuncia explícita a la violencia como condición sine qua non para dicho ingreso. Los presos de la organización fueron saliendo de la cárcel tras ser indultados o cumplir condena. En 1996 ya no quedaba ningún miembro de Terra Lliure en prisión.
Se dio a conocer oficialmente en un partido de fútbol en el Camp Nou en Barcelona el 23 de junio de 1981, en el marco de la campaña Som una Nació (Somos una Nación). La primera asamblea de la organización se celebró en el sur de Francia. La mayoría de sus miembros provenían de Exèrcit Popular Català (EPOCA), o de organizaciones como el Front d'Alliberament Català (FAC) y el Partit Socialista d'Alliberament Nacional (PSAN).
En su primer documento público, cuyo título es "Crida de Terra Lliure" (Llamada de Tierra Libre), se define a sí misma como "organización revolucionaria que lucha por la independencia total de los Países Catalanes" y hace un llamamiento a la "lucha contra el proceso de destrucción sistemática a que está sometida nuestra Nación", destrucción que concreta en varios puntos, el primero de los cuales se refiere a la "destrucción política que supone la separación de los Países Catalanes en tres regiones autónomas con lenguas y símbolos diferentes, instituciones diferentes...". El documento, fechado en los "Països Catalans" el 24 de junio de 1981, termina con un llamamiento: Visca la Terra! Independència o mort! Visca la lluita armada! Una sola nació, Països Catalans! (¡Viva la Tierra! ¡Independencia o muerte! ¡Viva la lucha armada! Una sola nación, ¡Países Catalanes!).
Sus primeras fases fueron de organización y de consolidación. El 26 de enero de 1979 falleció al tratar de huir de la Policía Nacional un miembro de la organización, Martí Marcó, de 19 años de edad, y poco después muere también Fèlix Goñi Bruc al estallarle la bomba que estaba manipulando.

## Símbolos
La bandera independentista catalana es principalmente la estelada, a pesar de que también se utiliza la bandera de Cataluña
- Estelada romboidal: primera estelada creada en el año 1908, creada por la Unión Catalanista.
- Estelada con el triángulo azul y la estrella blanca: esta fue la primera estelada que se diseñó después de la romboidal por Vicenç Albert Ballester, a principio del siglo XX, y durante medio siglo fue el único diseño existente.
- Estelada con el triángulo amarillo y la estrella roja: Estelada con una estrella roja, un símbolo izquierdista. La utilizó de 1968 a 1976 el PSAN, el Moviment d'Unificació Marxista, el Bloc Català de Treballadors y desde 1979 hasta su disolución en 1982, el Bloc d'Esquerra d'Alliberament Nacional.

Estelada histórica romboidal.
Estelada con el triángulo azul y la estrella blanca.
Estelada con el triángulo amarillo y la estrella roja.